# Raymond Vaxelaire

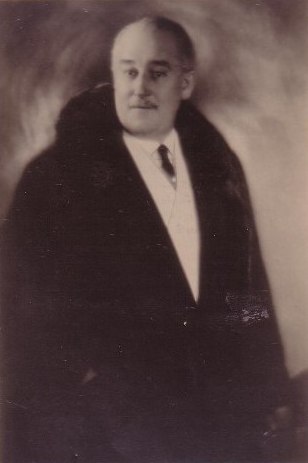
Raymond Vaxelaire

François Marie Jean Joseph Raymond baron Vaxelaire (Brussel, 19 februari 1871 - Sint-Joost-ten-Node, 11 maart 1947) was een Belgisch ondernemer.

## Biografie
Raymond Vaxelaire was een zoon van François Vaxelaire. Hij trouwde in 1920 in Neder-Over-Heembeek met Alice de Ro (1888-1983), dochter van Georges de Ro, notaris, burgemeester van Neder-Over-Heembeek en senator. Ze kregen drie zoons, waaronder François Vaxelaire, en een dochter. Daarnaast had hij ook een buitenechtelijke zoon, Raymond Delhaye.
Hij was erfgenaam en stond aan het hoofd van de Au Bon Marché-warenhuisketen die door zijn vader werd opgericht. Verder was hij:
- voorzitter van de Société congolaise des Grand Magasins Au Bon Marché (COBOMA),
- voorzitter van de Société anonyme belge des magasins Prisunic, Uniprix et Priba,
- bestuurder van de Algemene Spaar- en Lijfrentekas,
- bestuurder van de Bank van Brussel,
- voorzitter van de Chambre syndicale des grands magasins de Belgique,
- voorzitter van de gastronomische club Club des 33,
- voorzitter van de Koninklijke Renvereniging Oostende-Hippodroom,
- voorzitter van het Rode Kruis afdeling Sint-Joost-ten-Node,
- vicevoorzitter van de Koninklijke Automobiel Club van België,
- secretaris van de commissaris-generaal van de Belgische delegatie op de Wereldtentoonstelling van 1893 in Chicago,
- vicevoorzitter van de Wereldtentoonstelling van 1935 in Brussel,
- commissaris-generaal van de Belgische delegatie op de Wereldtentoonstelling van 1937 in Parijs,
- vicevoorzitter van Vrienden van de Koninklijke Musea voor Schone Kunsten van België,
- lid van het patronagecomité van de Koninklijke Musea voor Schone Kunsten van België,
- lid van de Hoge Jachtraad.

In 1936 werd hij opgenomen in de erfelijke adel met de persoonlijke titel baron, in 1940 uitgebreid tot erfelijke titel, overdraagbaar bij eerstgeboorte.